# Alexandre Glebov
Pour les autres membres de la famille, voir Famille Glebov.
Alexandre Ivanovitch Glebov (en russe : Александр Иванович Глебов) né le 26 août 1722, décédé le 2 juin 1790 à Khodynskoïe près de Moscou. Homme politique russe, général en chef (1773). Il fut procureur général du 25 décembre 1761 au 3 février 1764, gouverneur général de Smolensk et Belgorod (1775).

## Famille
Fils de Ivan Glebov.

## Mariage
Alexandre Ivanovitch Glebov épousa Iekaterina Alexeïevna Zybina (1709-1746).
Veuf, il épousa la comtesse Maria Simonovna Grendikova (1723-1756).
De nouveau veuf en 1756, il épousa Daria Nikaïevna Franz (1731-1790).

## Évolution de la carrière militaire
- 1737 : Sergent.
- 1739 : Lieutenant.
- 16 août 1760 : Major-général.
- 1773 Général en chef.

## Biographie

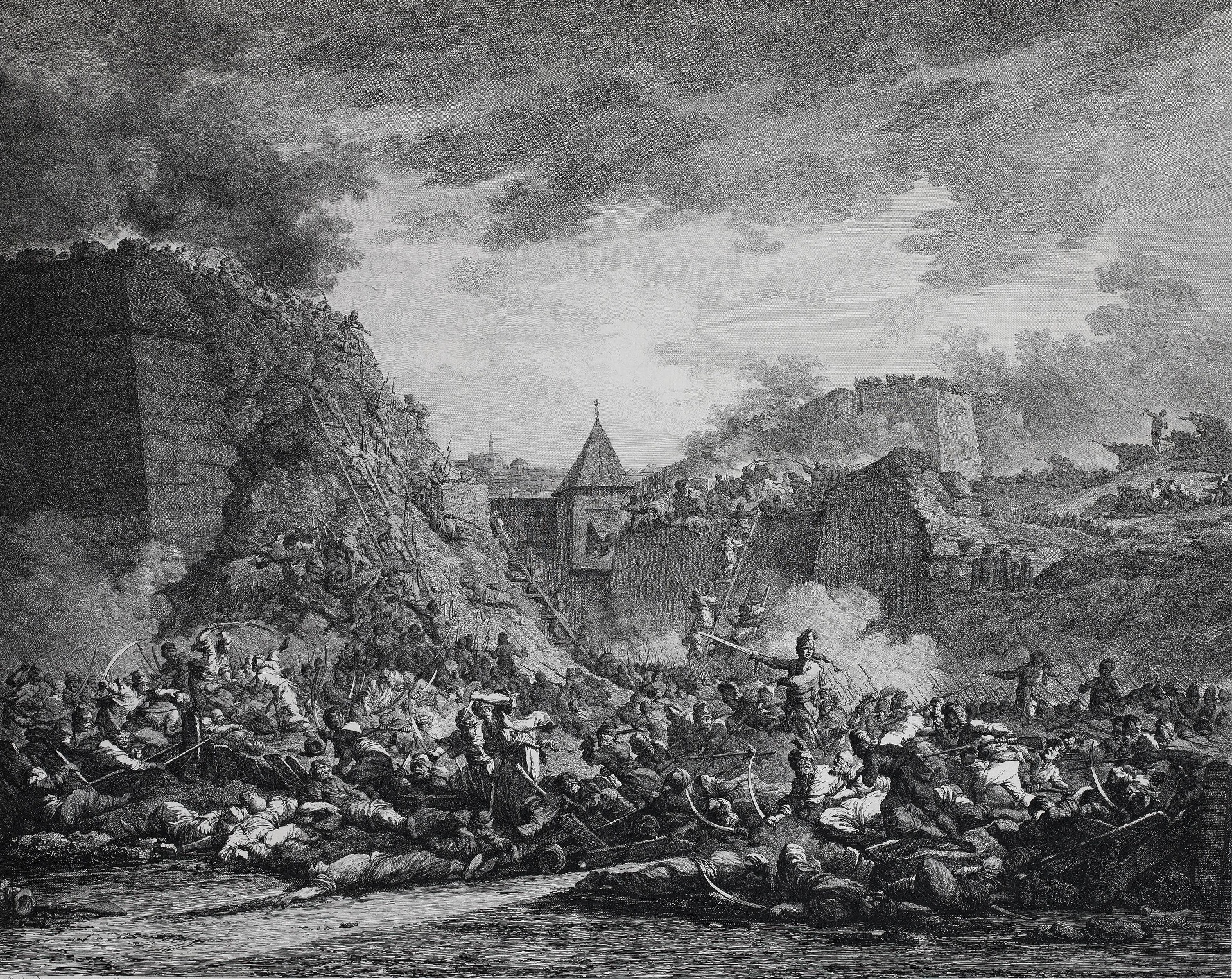
Peinture représentant la prise de la forteresse d'Otchakov en 1788.

Né le 26 août 1722 dans une famille de la noblesse russe prétendant descendre d'un chevalier suédois nommé Oblaguinia (XIVe siècle).

### Carrière militaire
À l'âge de quinze ans, Alexandre Ivanovitch Glebov fut inscrit au grade de sergent au 66e Régiment d'Infanterie Boutyrski. Au cours de la guerre russo-turque de 1787-1792, sous le commandement du prince Grigori Alexandrovitch Potemkine, il participa au siège de la forteresse d'Otchakov. Le 17 août 1789, au grade de lieutenant, il se distingua lors de la bataille de Slavoutchany, placé à la tête d'un petit détachement, il fit preuve de bravoure et d'intelligence tactique mais fut grièvement blessé au cours des combats. En 1749, il quitta l'armée.

### Carrière politique

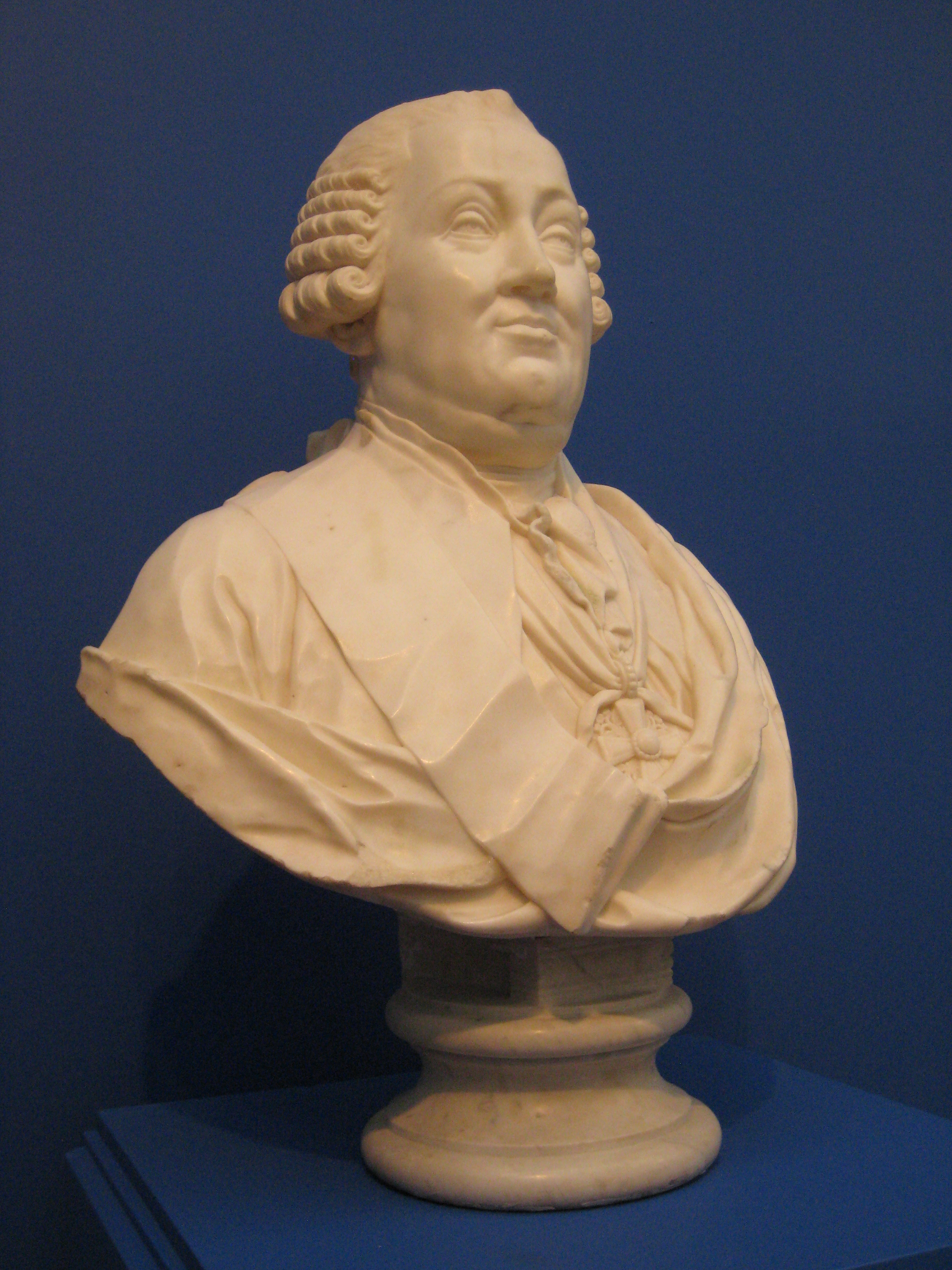
Buste en marbre du prince Iakov Petrovitch Chakhovskoï.

Cette même année, il commença sa carrière politique au rang d'assesseur de collège (rang civil correspondant au grade militaire de major). Sa personnalité dévouée éveilla l'intérêt de Piotr Ivanovitch Chouvalov, ce dernier le prit sous sa protection. Grâce au soutien du comte Chouvalov, en 1754, Alexandre Ivanovitch fut nommé secrétaire général au gouvernement au Sénat, en 1756, il occupa les fonctions de procureur en chef au gouvernement du Sénat. En novembre 1758, il reçut l'Ordre de Sainte-Anne. Le 16 août 1760, il fut nommé au poste de gueneral-krigskomissar (Генерал-кригскомиссар : Commissaire général / commissaire en chef militaire) en outre, il fut élevé au grade de major-général. Au poste de commissaire général, il remplaça le prince Iakov Petrovitch Chakhovskoï, contrairement à ce dernier, Alexandre Ivanovitch ne regarda pas à la dépense provoquant en cela des soucis de fournitures militaires lors du conflit qui opposa la Russie à la Prusse.
Le 5 janvier 1762 (25 décembre 1761 du calendrier julien), Pierre III accéda au trône de Russie et nomma Alexandre Ivanovitch Glebov procureur général du gouvernement au Sénat. Ses relations avec le souverain russe furent très amicales, très vite le nouveau procureur général figura parmi les favoris du nouvel empereur. Le tsar lui confia la tâche de rédiger un certain nombre de lois très importantes tels que : le Manifeste du 1er mars 1762 (18 février du calendrier julien) connu sous le nom de Manifeste sur la liberté de la noblesse (Octroi de la liberté aux nobles russes les exemptant de servir 25 ans dans l'armée (sauf en temps de guerre) ou dans la fonction publique) et l'abolition de la Chancellerie secrète (organisme d'enquêtes et de procès politiques créé en 1686 par Pierre Ier dans le village de Preobrajenskoïe). En février 1762, Pierre III lui décerna l'Ordre de Saint-Alexandre Nevski (il fut le premier récipiendaire de cet ordre sous le règne de Pierre III). Au cours du règne de Pierre III, Alexandre Ivanovitch Glebov fut un fonctionnaire consciencieux, personnalité besogneuse, il ne s'accorda aucun répit au service de l'empereur. Il joua le rôle d'intermédiaire entre le tsar et le Sénat. Presque tous les travaux effectués par le Sénat et signés de la main du souverain furent l'œuvre du Procureur général Glebov.
Courtisan très astucieux, il fit preuve d'une grande habileté trouvant une solution à chaque problème (ses contemporains le surnommèrent « un homme avec une tête »). Il analysa avec grande intelligence le climat politique à la cour impériale en 1762. Malgré cette amitié qui le lia à Pierre III, il n'hésita pas à apporter son soutien à Catherine II de Russie.
Le Procureur général doué d'une grande aptitude au travail fut maintenu à son poste par Catherine II, l'impératrice n'ignorait pourtant pas ses mauvais penchants et sa cupidité.
En 1763, Catherine II confirma l'abolition de la  Chancellerie secrète (17 février 1762), mais, créa immédiatement la Chambre secrète (Cette Institution d'État eut pour mission : le contrôle et les enquêtes politiques avec l'application de la torture au cours des interrogatoires / elle enquêta dans l'affaire Pougatchev, Radichtchev). Afin de conseiller Nikita Ivanovitch Panine dans sa nouvelle fonction à la Chambre secrète, l'impératrice désigna le Procureur général Glebov pour remplir cette mission.

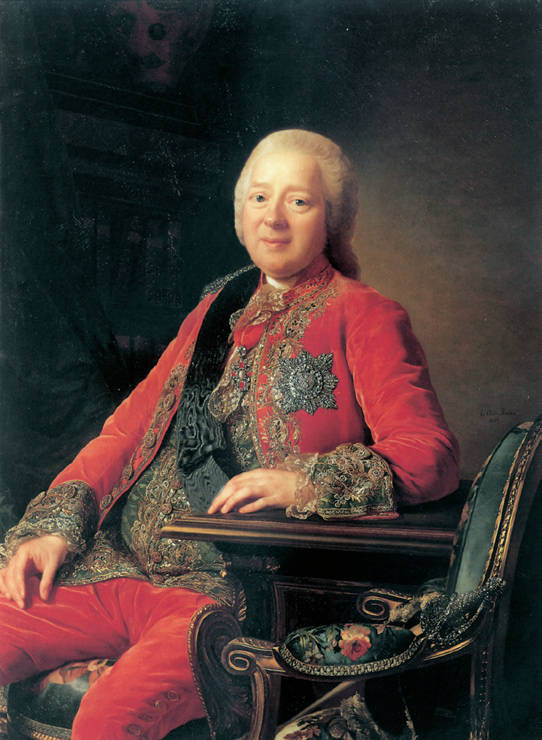
Portrait du comte Nikita Ivanovitch Panine (1777).

Toutefois, le Procureur général Glebov perdit de son influence à la cour, des rumeurs de transactions commerciales illicites circulèrent, notamment autour du fermage des taxes sur les alcools dans la région d'Irkoutsk alors qu'il occupait la fonction de Procureur en chef (1756). Après plusieurs enquêtes ordonnées par l'impératrice, celle-ci fut amenée à déclarer Alexandre Ivanovitch « suspect dans cette affaire et donc privé de sa procuration relié à son poste » Le 3 février 1764, sa fonction de Procureur général lui fut retiré. Aucune preuve de sa culpabilité ne fut établie, en conséquence, Alexandre Ivanovitch conserva sa fonction de Gueneral-krigkommissar et en 1773, il fut élevé au grade de général en chef (commandant en chef).
En 1775, Catherine II ne put se résoudre à se séparer d'un tel élément de son entourage, elle le nomma au poste de gouverneur-général de Smolensk et Belgorod.
En 1776, de nouvelles rumeurs circulèrent à la cour concernant des abus et des vols commis par le gueneral-krigkommissar Glebov au cours de son mandat de Procureur-général. Sur ordre de Catherine II de Russie une commission d'enquête fut créée. En juin 1776, Alexandre Ivanovitch Glebov fut dépossédé de toutes ses fonctions. Quelque temps plus tard, il fut amené à la cour où il subit un interrogatoire. La sentence fut approuvée par la souveraine le 19 septembre 1784, condamné pour « négligence à son poste », il fut rayé des cadres de l'administration de l'Empire russe.

## Décès et inhumation
Alexandre Ivanovitch Glebov vécut le reste de sa vie sur ses terres (à Moscou, à Khodynskoïe ou à Vinogradovo en Ukraine). Il décéda le 2 juin 1790 à Khodynskoïe, il fut inhumé en l'église de l'Icône de la Vierge Vladimir Vinogradovo.

## Confiscations de ses biens
Au décès de l'ex-Procureur-général et de son épouse Daria Nikolaïevna Franz, Ielizaveta Ivanovna Glebova fut l'unique héritière, mais Catherine II de Russie confisqua les biens pour payer les dettes du défunt Glebov.
En 1796, Paul Ier accéda au trône de Russie, il prit le contre-pied des décisions de sa mère, il décréta à la mise sous séquestre des biens du défunt et les donna à Alexandra von Benckendorff.

## Distinctions
- Février 1762 : Ordre de Saint-Alexandre Nevski.
- Novembre 1758 : Ordre de Sainte-Anne.